# 瑪利亞鎮 (里奧塞科)
瑪利亞鎮（西班牙語：Villa de María），是阿根廷的城鎮，位於該國中部科爾多瓦省，是里奧塞科縣的首府，距離聖地亞哥-德爾埃斯特羅省27公里，海拔高度360米，每年平均降雨量890毫米，2010年人口4,648。
29°53′S 63°43′W / 29.883°S 63.717°W